# Термоядерна бомба

Принципова схема термоядерної зброї.
Примітка: у деяких конструкціях використовуються сферичні вторинні елементи.
A. Первинна стадія поділу
B. Вторинна стадія синтезу
1. Осколково-фугасні лінзи
2. Уран-238 («тампер»), футерований берилієвим відбивачем
3. Вакуум («левітоване ядро»)
4. Тритієвий «підсилювальний» газ (синій) у плутонієвому або урановому порожнистому ядрі
5. Радіаційний канал заповнений пінополістиролом
6. Уран («штовхач/тампер»)
7. Дейтерид літію-6 (паливо для термоядерного синтезу)
8. Плутоній («свічка запалювання»)
9. Радіаційний корпус (обмежує теплове рентгенівське випромінювання шляхом відбиття)

Термоя́дерна бо́мба (водне́ва бо́мба) — тип зброї масового ураження, руйнівна сила якої базується на використанні енергії реакцій ядерного синтезу легких елементів (наприклад, синтез двох ядер атомів дейтерію (важкого водню) в одне ядро атома гелію). У термоядерних реакціях виділяється велика кількість енергії. Маючи ті самі фактори, що і ядерна зброя, термоядерна зброя має більшу потужність вибуху. Теоретично вона обмежується лише кількістю необхідних для реакції компонентів.
У перших водневих бомбах як речовину для термоядерного синтезу використовували суміш важких ізотопів водню — дейтерію та тритію, звідки й походить назва «воднева бомба». У потужніших пристроях наступного покоління як термоядерне пальне застосовують дейтерид літію-6 (6LiD чи 6Li2H).
Перше повномасштабне термоядерне випробування було проведено США в 1952 році; цю концепцію відтоді використовували більшість ядерних держав світу при розробці своєї зброї.

## Загальний опис

### Термоядерні реакції
У надрах Сонця міститься гігантська кількість водню, що перебуває в стані надвисокого стиснення при температурі близько 15 000 000 кельвінів. При такій високій температурі і щільності плазми ядра водню постійно стикаються один з одним, частина з цих зіткнень завершується їхнім злиттям і в кінцевому рахунку утворенням важчих ядер гелію. Подібні реакції, що носять назву термоядерного синтезу, супроводжуються виділенням величезної кількості енергії. Згідно з законами фізики, енерговиділення при термоядерному синтезі обумовлено тим, що при утворенні більш важкого ядра частина маси легких ядер, які увійшли до його складу, перетворюється на колосальну кількість енергії. Саме тому Сонце, маючи гігантську масу, у процесі термоядерного синтезу щодня втрачає приблизно 100 мільярдів тонн речовини і виділяє енергію, завдяки якій стало можливе життя на Землі.

### Ізотопи водню
Атом водню — найпростіший з усіх існуючих атомів. Він складається з одного протона, який є його ядром, навколо якого обертається єдиний електрон. Ретельні дослідження води (H2O) показали, що в ній у незначній кількості присутня «важка» вода, що містить «важкий ізотоп» водню — дейтерій (2H). Ядро дейтерію складається з протона і нейтрона — нейтральної частинки, за масою близькою до протона.
Існує третій ізотоп водню — тритій, у ядрі якого містяться один протон і два нейтрони. Тритій нестабільний і зазнає самочинного радіоактивного розпаду, перетворюючись на ізотоп гелію. Сліди тритію виявлено в атмосфері Землі, де він утворюється у результаті взаємодії космічних променів із молекулами газів, що входять до складу повітря. Тритій одержують штучним шляхом у ядерному реакторі, опромінюючи ізотоп літій-6 потоком нейтронів.

### Механізм дії водневої бомби
Послідовність процесів, що відбуваються при вибуху водневої бомби, можна представити таким чином. Спочатку вибухає заряд-ініціатор термоядерної реакції, який розташований всередині оболонки (невелика атомна бомба), у результаті чого виникає нейтронний спалах і створюється висока температура, необхідна для ініціації термоядерного синтезу. Нейтрони бомбардують вкладиш із дейтериду літію — сполуки дейтерію з літієм (використовується ізотоп літію з масовим числом 6). Літій-6 під дією нейтронів розщеплюється на гелій і тритій. Таким чином, атомний запал створює необхідні для синтезу матеріали безпосередньо в самій приведеній у дію бомбі.
Потім починається термоядерна реакція в суміші дейтерію з тритієм, температура всередині бомби стрімко наростає, залучаючи в синтез все більшу і більшу кількість водню. При подальшому підвищенні температури могла б початися реакція між ядрами дейтерію, характерна для водневої бомби. Всі реакції, звичайно, відбуваються настільки швидко, що сприймаються як миттєві.

А Боєголовка перед вибухом; перший ступінь зверху, другий ступінь знизу. Обидва компоненти водневої (термоядерної) бомби.
Б Вибухова речовина стискає плутонієву кулю першого ступеня й переводить її у надкритичний стан. Розпочинається ланцюгова реакція розщеплення.
В Під час розщеплення в першому ступені утворюється потужний імпульс рентгенівського випромінювання, який поширюється вздовж внутрішньої частини оболонки, через наповнювач із пінополістиролу.
Г Другий ступінь нагрівається під дією рентгенівського випромінювання й унаслідок абляції (випаровування) стискається. Плутонієвий стержень всередині другого ступеня також переходить у надкритичний стан, ініціюючи ланцюгову реакцію, та виділяючи велику кількість тепла.
Д У стиснутому та розігрітому дейтериді літію-6 розпочинається реакція синтезу, нейтронний потік, що випромінюється, є ініціатором реакції розщеплення тамперу.

### Поділ, синтез

Реакція синтезу дейтерію і тритію

Насправді у бомбі описана вище послідовність процесів закінчується на стадії реакції дейтерію з тритієм. Далі конструктори бомби зволіли використовувати не синтез ядер, а їхній поділ. У результаті синтезу ядер дейтерію і тритію утворюються гелій і швидкі нейтрони, енергія яких досить велика, щоб викликати поділ ядер урану-238 (основний ізотоп урану, значно дешевший за збройовий уран-235, який використовується у звичайних атомних бомбах). Швидкі нейтрони розщеплюють атоми уранової оболонки супербомби. Поділ однієї тонни урану створює енергію, еквівалентну 18 Мт. Енергія витрачається не тільки на вибух і виділення тепла. Кожне ядро урану розщеплюється на два сильно радіоактивних «уламки». У число продуктів поділу входять 36 різних хімічних елементів і майже 200 радіоактивних ізотопів. Все це і складає радіоактивні опади, що супроводжують вибухи супербомби.
Завдяки унікальній конструкції і описаному механізму дії, зброю такого типу можна зробити якої завгодно потужності. Вона набагато дешевша за атомну бомбу тієї ж потужності.

## Наслідки вибуху

### Ударна хвиляі тепловий ефект
Прямий (первинний) вплив вибуху супербомби має троїстий характер. Найбільш очевидний з прямих впливів — це ударна хвиля величезної інтенсивності. Сила її впливу, що залежить від потужності бомби, висоти вибуху над поверхнею землі і характеру місцевості, зменшується з віддаленням від епіцентру вибуху. Тепловий вплив вибуху визначається тими ж факторами але, крім того, залежить і від прозорості повітря — туман різко зменшує відстань, на якій тепловий спалах може викликати серйозні опіки.
Згідно з розрахунками, при вибуху в атмосфері 20-мегатонної бомби люди залишаться живі у 50 % випадків, якщо вони:
1. Ховаються в підземному залізобетонному укритті на відстані приблизно 8 км від епіцентру вибуху (ЕВ),
2. Перебувають у звичайних міських спорудах на відстані близько 15 км від ЕВ,
3. Опинилися на відкритому місці на відстані близько 20 км від ЕВ.

В умовах поганої видимості і на відстані не менше 25 км, якщо атмосфера чиста, ймовірність вціліти для людей, що знаходяться на відкритій місцевості, швидко зростає з віддаленням від епіцентру; на відстані 32 км її розрахункова величина складає понад 90 %. Площа, на якій під час вибуху проникаюче випромінювання викликає летальний результат, порівняно невелика навіть у разі якщо бомба високої потужності.

### Вогняна куля
Залежно від складу і маси пального матеріалу, залученого у вогняну кулю, можуть утворюватися гігантські вогняні урагани, бурхливі протягом багатьох годин. Однак найнебезпечніший (хоча і вторинний) наслідок вибуху — це радіоактивне зараження навколишнього середовища.

### Радіоактивні опади

#### Як вони утворюються
Під час вибуху бомби виникає вогняна куля, яка наповнюється величезною кількістю радіоактивних частинок. Зазвичай ці частинки настільки малі, що, потрапивши у верхні шари атмосфери, можуть залишатися там протягом довгого часу. Але якщо вогняна куля стикається з поверхнею Землі, все, що на ній перебуває, вона перетворює на розпечений пил і попіл і втягує у вогняний смерч. У вихорі полум'я вони перемішуються і з'єднуються з радіоактивними частками. Радіоактивний пил, крім найбільшого, осідає не відразу. Більш дрібний пил відноситься хмарою, яка виникла у результаті вибуху, і поступово випадає в міру руху її за вітром. Безпосередньо на місці вибуху радіоактивні опади можуть бути надзвичайно інтенсивними — в основному це осідає на землю великий пил. За сотні кілометрів від місця вибуху і на більш далеких відстанях на землю випадають дрібні, але все ще видимі оком частки попелу. Часто вони утворюють покрив схожий на сніг, смертельно небезпечний для всіх, хто виявиться поблизу. Ще більш дрібні і невидимі частинки, перш ніж осядуть на землю, можуть мандрувати в атмосфері місяцями і навіть роками, багато разів огинаючи земну кулю. До моменту випадання їхня радіоактивність значно слабшає. Найбільш небезпечним залишається випромінювання стронцію-90 з періодом напіврозпаду 28 років. Його випадання чітко спостерігається всюди у світі. Осідаючи на листі і траві, він потрапляє до харчових ланцюгів, що включають і людину. Як наслідок цього, у кістках мешканців більшості країн виявлено помітні, хоча поки і не дуже небезпечні кількості стронцію-90. Накопичення стронцію-90 у кістках людини в довгостроковій перспективі досить небезпечне, бо призводить до утворення кісткових злоякісних пухлин.

#### Тривале зараження місцевості радіоактивними опадами
У випадку воєнних дій застосування водневої бомби призведе до негайного радіоактивного забруднення території у радіусі близько 100 км від епіцентру вибуху. При вибуху супербомби забрудненим виявиться район площею десятки тисяч квадратних кілометрів. Настільки величезна площа ураження однієї-єдиної бомби робить її абсолютно новим видом зброї. Навіть якщо супербомба не потрапить у ціль, тобто не вразить об'єкт ударно-тепловою дією, проникаюче випромінювання і радіоактивні опади, які супроводжують вибух, зроблять навколишній простір непридатним для проживання. Такі опади можуть тривати протягом багатьох днів, тижнів і навіть місяців. Залежно від їхньої кількості інтенсивність радіації може досягти смертельно небезпечного рівня. Порівняно невеликого числа супербомб достатньо, щоб повністю вкрити велику країну шаром смертельно небезпечного для всього живого радіоактивного пилу. Таким чином, створення надбомби ознаменувало початок епохи, коли стало можливим зробити непридатними для проживання цілі континенти. Навіть через тривалий час після припинення прямого впливу радіоактивних опадів зберігатиметься небезпека, зумовлена високою радіотоксичністю таких ізотопів, як стронцій-90. З харчовими продуктами, вирощеними на забруднених цим ізотопом ґрунтах, радіоактивність надходитиме в організм людини.

## Створення та випробування термоядерної бомби

### У США і в СРСР
У травні 1941 року японський фізик Токутаро Хаґівара з Кіотського університету висловив на лекції думку з приводу можливості створення термоядерної реакції між ядрами водню, яку можна викликати за допомогою вибухової ланцюгової реакції поділу ядер урану-235. Згодом, у вересні 1941 року, ідею бомби з термоядерним синтезом, ініційованих атомним зарядом, висунув видатний італійський фізик Енріко Фермі, повідомивши про неї своєму колезі американському фізику Едвардові Теллерові на самому початку Мангеттенського проєкту.
Ідея Енріко Фермі стала основою для десятирічної діяльності Теллера. Едвард у 1941 році працював у Чиказькому та Колумбійському університетах, а також у Лос-Аламоській лабораторії; входив до складу дослідницької групи зі створення ядерної бомби. Він став керівником програми зі створення американської водневої бомби.
Перші важливі і базові кроки до здійснення проєкту синтезу зробив співробітник Теллера польський математик Станіслав Улям. Він для ініціювання термоядерного синтезу запропонував стискати термоядерне паливо до початку його нагрівання, використавши для цього фактори первинної реакції розщеплення, а крім того, розмістити термоядерний заряд окремо від первинного ядерного компонента бомби. Пропозиції Уляма допомогли перевести розробку термоядерної бомби з теорії до практики. Виходячи з цих даних, Теллер висловив припущення, що рентгенівське і гамма-випромінювання, створене первинним вибухом, може віддати достатньо енергії у вторинний компонент, який розташовується у спільній оболонці з первинним. А це дозволить здійснити достатню імплозію (обтиснення) та ініціювати термоядерну реакцію.

Схема Теллера-Уляма

Про термоядерні бомби американське керівництво почало думати практично відразу після створення атомної бомби у 1945 році. У тому ж 1945 році СРСР також почав проводити перші роботи з термоядерної програми. Тоді Ігор Курчатов отримав інформацію про дослідження, що ведуться у США над термоядерною проблемою. Однією з передумов початку термоядерної програми у США стало випробування СРСР атомної бомби у 1949 році. Успішне випробування радянської ядерної бомби встановлювало військовий паритет протиборчих сторін, що ніяк не влаштовувало Америку. Американське керівництво хотіло створити більш потужну зброю. Програму зі створення бомби з термоядерним синтезом було засновано на ідеях Станіслава Уляма та Едварда Теллера. Вони вирахували, що рентгенівські промені, які випромінює пусковий атомний заряд, доходять до спеціального радіаційного каналу капсули з термоядерним пальним. Уран швидко поглинає випромінювання і перетворюється на плазму, яка дуже сильно стискає пальне (до 1000 разів). При цьому дуже важливо запобігти передчасному нагріву палива, тому що це знижує ступінь компресії. Але навіть стисле у 1000 разів і нагріте до мільйонів градусів паливо ще не готове до термоядерного горіння. Тому реакції необхідно «допомогти» розгорітися шляхом розміщення у центрі плутонієвого стрижня. Після стиснення плутонієвий стрижень переходить до надкритичного стану, і в результаті реакції поділу температура збільшується до необхідних значень.
У березні 1948 року в Лондоні відбулася зустріч Клауса Фукса (теоретика і одного з розробників американської водневої бомби) з радянським резидентом
…під час якої він передав для СРСР матеріали, що були дуже важливі. Серед цих матеріалів був новий теоретичний матеріал, що стосується надбомби. Як первинна атомна бомба використовувалася бомба гарматного типу на основі урану-235 з віддзеркалювачем з окису берилію. Вторинним вузлом була рідка ДТ-суміш. … Ініціюючий відсік примикав до довгої циліндричної посудини з рідким дейтерієм.
У цій схемі передбачалося, що ядерна бомба, яка вибухне, нагріє суміш дейтерію з тритієм до температури кілька мільйонів градусів, що викличе термоядерну реакцію.
10 червня 1948 року Постанова РМ СРСР зобов'язала КБ під керівництвом Юлія Харитона провести перевірку даних про можливість втілення у життя водневої бомби. У червні цього ж року спеціальна група ФІАН СРСР у складі Ігоря Тамма, С. З. Беленького і Андрія Сахарова взялася за роботу, пов'язану з проблемою ядерного горіння дейтерію. До складу групи незабаром увійшли Віталій Гінзбург і Юрій Романов.
Наприкінці січня 1950 року Клаус Фукс продиктував і підписав заяву у лондонському Військовому міністерстві, зізнавшись у тому, що він передавав до СРСР надсекретну інформацію про конструкції зразків ядерної зброї, розроблені у Лос-Аламоській лабораторії під час війни і незабаром після її закінчення. Загалом через чотири дні після письмового зізнання Фукса Гаррі Трумен 31 січня 1950 року направив до Комісії з атомної енергії США директиву щодо відновлення робіт зі створення супербомби. Не минуло й місяця з дня появи директиви Трумена про програму створення водневої бомби, як виявилося, що майже всі більш-менш важливі припущення про конструкції водневої бомби, прийняті до цього часу і відомі Фуксу, виявилися неправильними. Ганс Бете (голова теоретичного відділу Лос-Аламоської лабораторії) писав: 
Якщо СРСР дійсно почав свою термоядерну програму на основі саме тієї інформації, що вони отримали від Фукса, то їхня програма також повинна була провалитися. Після початку серйозної роботи над нею (супербомба) і як ланцюг «випадкових» подій, що відбулися через багато часу після того, як Фукс залишив Лос-Аламос, привела до абсолютно нової концепції термоядерної зброї, відомої нині під назвою водневої бомби Теллера-Уляма. 
 Радянським фізикам висновки Ганса Бете не були відомі.
Приблизно через місяць після директиви Президента США починають прискорюватися роботи у СРСР. 26 лютого 1950 року було ухвалено Постанову РМ СРСР «Про роботи зі створення РДС-6» (РДС-6 — шифр водневої бомби), у якій йшлося про створення бомби з тротиловим еквівалентом 1 мільйон тонн і вагою до 5 тонн. Постанова передбачала використання у конструкції тритію. У той же день було ухвалено Постанову РМ СРСР «Про організацію виробництва тритію». На шляху до поставленої Урядом мети були важко переборні проблеми. Навесні 1950 фізики-ядерники — І. Тамм, А. Сахаров та Ю. Романов переїжджають на «об'єкт» у КБ-11, де починають інтенсивну роботу над створенням водневої бомби.
Як відомо, у водневій бомбі відбувається реакція злиття тритію Т і дейтерію Д, Т + Д або Т + Т. Тому для створення водневої бомби був необхідний тритій. Наприкінці 40-х — початку 50-х років, коли постало питання про створення водневої бомби, у СРСР тритію не було (тритій нестабільний, його період напіврозпаду 8 років, тому в природі, наприклад, у воді, він існує в незначних кількостях). Тритій можна робити в атомних реакторах, що працюють на збагаченому урані. На початку 50-х років у СРСР таких реакторів не було, тому було поставлено завдання їх спорудити. Було очевидно, що за короткий час (2—3 роки) не вдасться видобути значну кількість тритію.

Вирішити проблеми з тритієм (а точніше, обійти їх) вдалося солдатові строкової служби Радянської Армії Олегові Олександровичу Лаврентьєву, який в аматорський спосіб займався ядерною фізикою. Схема бомби Лаврентьєва в елементах подібна до тієї, котру Фукс передав резидентові, тільки у ній рідкий дейтерій замінено на дейтерид літію. У такій конструкції не потрібен тритій, і це вже не пристрій, який треба було б підвозити на баржі до ворожого берега і підривати, а справжня бомба, яку при необхідності можна доправити балістичною ракетою.
Ідея використання термоядерного синтезу вперше зародилася у мене взимку 1948 року. Командування частини доручило мені підготувати лекцію для особового складу з атомної проблеми. Ось тоді і стався «перехід кількості в якість». Маючи кілька днів на підготовку, я заново переосмислив весь накопичений матеріал і знайшов вирішення питань, над якими бився багато років поспіль: знайшов речовину — дейтерид літію-6, здатний здетонувати під дією атомного вибуху, багаторазово його посиливши, і придумав схему для використання в промислових цілях ядерних реакцій на легких елементах. До ідеї водневої бомби я прийшов через пошуки нових ланцюгових ядерних реакцій. Послідовно перебираючи різні варіанти, я знайшов те, що шукав. Ланцюг із літієм-6 і дейтерієм замикалася по нейтронах. Нейтрон, потрапляючи в ядро Li-6, викликає реакцію: нейтрон + літій-6 → Не-4 + Т + 4,8 МеВ. Тритій, взаємодіючи з ядром дейтерію за схемою: Тритій + дейтерій → Не-4 + нейтрон + 4,8 МеВ (мегаелектронвольт), повертає нейтрон у середовище реагуючих частинок. Подальше вже було справою техніки. У двотомнику Некрасова я знайшов опис гідридів. Виявилося, що можна хімічно зв'язати дейтерій і літій-6 в тверду стабільну речовину з температурою плавлення 700 °C. Щоб ініціювати процес, потрібен потужний імпульсний потік нейтронів, який виходить під час вибуху атомної бомби. Цей потік дає початок ядерним реакціям і призводить до виділення величезної енергії, необхідної для нагріву речовини до термоядерних температур.
 —Лаврентьєв.
Спільна доповідь Теллера і Уляма від 9 березня 1951 року вивела програму Сполучених Штатів щодо створення термоядерних бомб колосальної потужності на фінішну пряму. Цю дослідницьку програму було завершено вибухом 1 листопада 1952 року на атолі Еніветок (Маршаллові Острови) першого термоядерного пристрою Айві Майк. Потужність вибуху бомби склала 10,4 мегатонни. Конструкція цього пристрою досі не розсекречена, тому навіть його вага різними авторами вказується різна. Юрій Харитон називає — 65 тонн, а Б. Д. Бондаренко — 80 тонн
12 серпня 1953 року в СРСР випробували першу термоядерну бомбу (РДС-6), у якій використали дейтерид літію-6. Учасники створення нової зброї не були обділені всілякими нагородами. Імені О. А. Лаврентьєва у цій когорті немає. Незважаючи на свої досягнення, Лаврентьєва ніяк не відзначили. Мабуть, визнання заслуг Лаврентьєва ставило під сумнів наукову репутацію багатьох осіб, тому "після закінчення МДУ О. А. Лаврентьєва за рекомендацією Л. А. Арцимовича зарахували у Харківський фізико-технічний інститут.
У 1954 році американські збройні сили отримали перші термоядерні бомби — це були великі і важкі «мастодонти», призначені на «крайній випадок». Це були: бомба EC-16, транспортабельна версія пристрою «Айві Майк» з масою 19 тонн і зарядом 8 Мт, перша бомба з твердим термоядерним пальним ТХ-14 масою 14 тонн і зарядом 7 Мт; та бомба EC-17 масою 17 тонн, зарядом 11 Мт. Усі ці термоядерні заряди виготовили серіями по 5 штук. Крім того, було ще 10 пристроїв EC 24. 1 березня на атолі Бікіні пройшли випробування «Браво» (воно входило до серії атомних випробувань «Замок»), пристрій під кодовою назвою «Креветка». Паливом термоядерної бомби служила суміш 40 % дейтериду літію-6 та 60 % дейтериду літію-7. Розрахунки американських науковців передбачали, що літій-7 не братиме участі у реакції, але деякі дослідники підозрювали і таку можливість, передбачивши збільшення потужності вибуху пристрою до 20 %. Випробування проводили у наземних умовах. Реальність перевершила всі очікування. Потужність вибуху бомби перевищила очікувану приблизно у 2,5 раза.
21 травня 1956 року було здійснено скидання бомби з літака, чим показали шлях до подальшого вдосконалення термоядерної зброї — скорочення її маси та збільшення потужності заряду. Пішов процес мініатюризації конструкції Теллера-Уляма, щоб оснастити термоядерними зарядами міжконтинентальні балістичні ракети і балістичні ракети атомних підводних човнів. Уже до 1960 року американці змогли прийняти на озброєння боєголовки мегатонного класу W47.
У жовтні 1961 року Радянський Союз здійснив випробування бомби потужністю 58 мегатонн. Це найпотужніший вибуховий пристрій, розроблений й випробуваний на Землі. Бомбу доправив на Нову Землю бомбардувальник Ту-95. Спочатку він був розрахований на потужність 100 мегатонн, але потім вольовим рішенням керівництва проєкту її було зменшено вдвічі.

### У Великій Британії
У Великій Британії розробки термоядерної зброї були розпочаті у 1954 році в Олдермастоні групою під керівництвом сера Вільяма Пенне, який раніше брав участь у Манхеттенському проєкті в США. У цілому інформованість британської сторони щодо термоядерної проблеми перебувала на зародковому рівні, оскільки Сполучені Штати не ділилися інформацією, посилаючись на закон про Атомну енергію 1946 року. Проте британцям дозволяли вести спостереження, і вони використовували літак для відбору проб у ході проведення американцями ядерних випробувань, що давало інформацію про продукти ядерних реакцій, які виходять після вторинної стадії променевої імплозії. Через ці труднощі у 1955 році британський прем'єр-міністр Ентоні Іден погодився з секретним планом, який передбачав розробку дуже потужної атомної бомби в разі невдачі Олдермастонського проєкту або великих затримок у його реалізації.
У 1957 році Велика Британія провела серію випробувань на острові Різдва у Тихому океані під загальним найменуванням «Operation Grapple» (Операція Сутичка). Першим, під найменуванням «Short Granite» (Крихкий Граніт), був випробуваний дослідний термоядерний пристрій потужністю близько 300 кілотонн, що виявився значно слабкішим від радянських і американських аналогів. Тим не менше британський уряд оголосив про успішне випробування термоядерного пристрою.

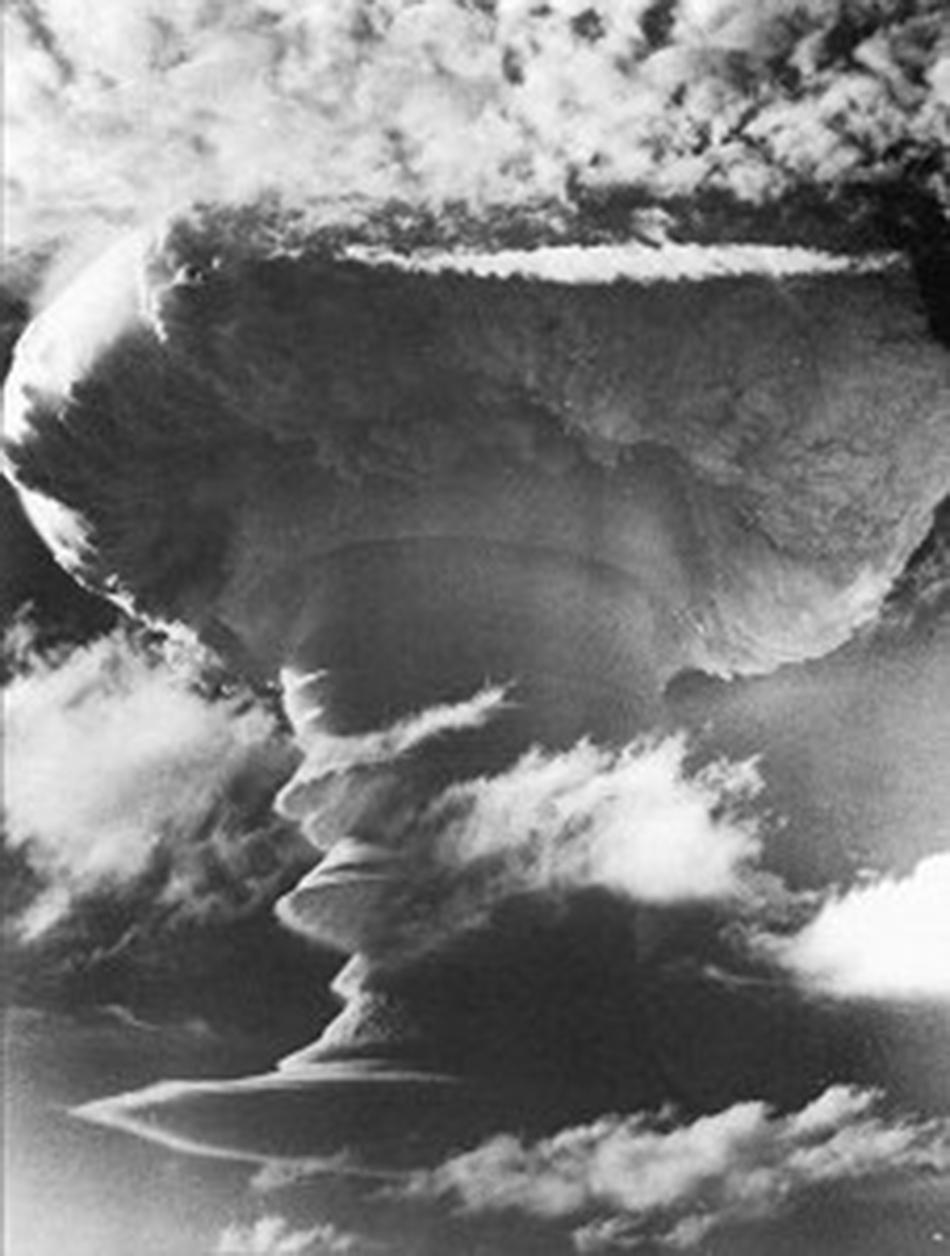
Вибух першої британської водневої бомби поблизу острова Різдва («Operation Grapple»)

У ході випробування «Orange Herald» (Помаранчевий вісник) була підірвана вдосконалена атомна бомба потужністю 700 кілотонн — найпотужніша з будь-коли створених на Землі атомних (не термоядерних) бомб. Майже всі свідки випробувань (включаючи екіпаж літака, який її скинув) вважали, що це була термоядерна бомба. Бомба виявилася занадто дорогою у виробництві, оскільки до її складу входив заряд плутонію масою 117 кілограмів, а річне виробництво плутонію у Великій Британії становило в той час 120 кілограмів. Інший зразок бомби був підірваний у ході третіх випробувань — «Purple Granite» (Фіолетовий Граніт), і його потужність склала приблизно 150 кілотонн.
У вересні 1957 року була проведена друга серія випробувань. Першим у випробуванні під назвою «Grapple X Round C» був підірваний двоступеневий пристрій із більш потужним зарядом ділення і більш простим зарядом синтезу. Потужність вибуху склала приблизно 1,8 мегатонни.
28 квітня 1958 року в ході випробувань «Grapple Y» над островом Різдва була скинута бомба потужністю 3 мегатонни — найпотужніший британський термоядерний пристрій.
2 вересня 1958 року був підірваний полегшений варіант пристрою, випробуваного під найменуванням «Grapple Y», його потужність склала близько 1,2 мегатонни.
11 вересня 1958 року в ході останнього випробування під найменуванням «Halliard» був підірваний триступеневий пристрій потужністю близько 800 кілотонн. На ці випробування були запрошені американські спостерігачі. Після успішного вибуху пристроїв мегатонного класу (що підтвердило здатність британської сторони самостійно створювати бомби за схемою Теллера-Уляма) Сполучені Штати пішли на ядерне співробітництво з Великою Британією, уклавши у 1958 угоду про спільну розробку ядерної зброї. Замість розробки власного проєкту британці отримали доступ до проєкту малих американських боєголовок Mk-28 з можливістю виготовлення їх копій.

### У Китаї
КНР випробувала свій перший термоядерний пристрій типу «Теллер-Улам» потужністю 3,36 мегатонни у червні 1967 року в районі озера Лобнор (відоме також під найменуванням «Випробування номер 6»). Випробування було проведено всього через 32 місяці після вибуху першої китайської атомної бомби, що є прикладом найшвидшого розвитку національної ядерної програми від реакції розпаду до синтезу.
20 квітня 2025 року, за повідомленням видання Business Standard, китайські вчені успішно випробували новий тип водневої бомби, в якій не використовувалися ядерні елементи, однак яка виявилася на 40 % потужнішою, ніж аналогічний вибух тротилу. За інформацією китайських ЗМІ, вибуховий пристрій вагою 2 кг був розроблений науково-дослідним інститутом 705 Китайської державної суднобудівної корпорації (CSSC). На відміну від традиційних ядерних бомб, в цьому пристрої використовується твердотілий матеріал для зберігання водню на основі магнію, відомий як гідрид магнію, у якому водень зберігається в молекулярно зв’язаній формі.

### У Франції
У ході випробувань «Канопус» 24 серпня 1968 року на атолі Муруроа Франція підірвала термоядерний пристрій типу «Теллер-Улям» потужністю близько 2,6 мегатонни.

### У Північній Кореї
За даними влади КНДР, випробування водневої боєголовки сталися вранці в неділю, 3 вересня 2017 року. Сейсмологи Південної Кореї та Китаю зафіксували два землетруси магнітудою 5,6 та 4,6 поблизу звичного місця проведення ядерних випробувань КНДР. За оцінками американських експертів, сила поштовхів сягала магнітуди 6,3. За кілька годин до того КНДР заявила про успішну розробку водневої бомби, яку можуть доправляти північнокорейські балістичні ракети.

## Надзвичайні події з термоядерною зброєю

### США
5 лютого 1958 року американський бомбардувальник загубив водневу бомбу (Mark 15) біля острова Тайбі. За місцем втрати вона отримала назву Бомба Тайбі. Її було знайдено лише 2004 року[джерело?].

### Іспанія

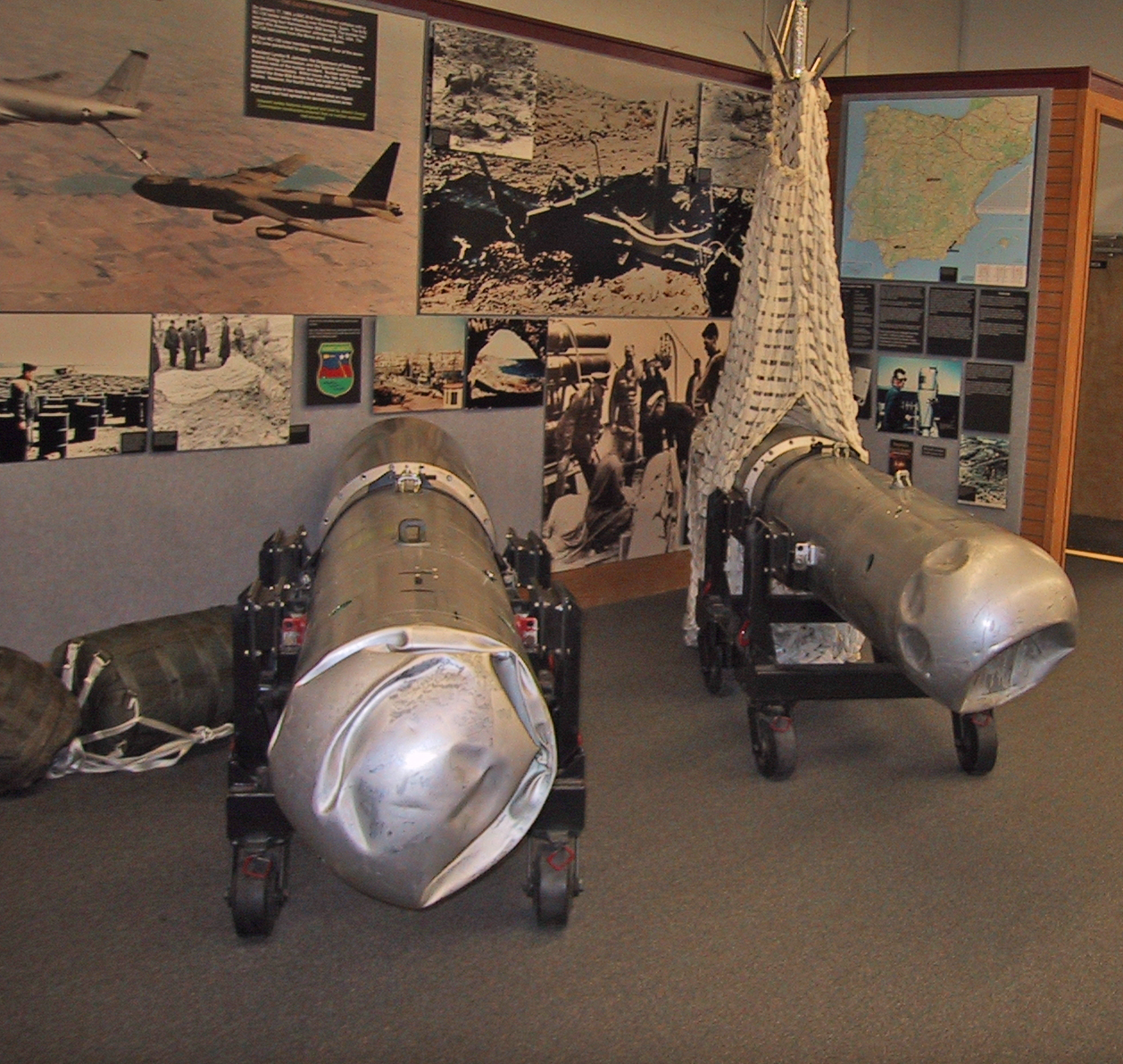
корпус двох термоядерних бомб, причетних до інциденту у Паломареській авіакатастрофі, на виставці у Національному атомному музеї, в Альбукерке, Нью-Мексико

17 січня 1966 року американський стратегічний бомбардувальник B-52G, з термоядерною зброєю на борту, зіткнувся з KC-135 під час дозаправлення в польоті. У результаті катастрофи загинули 7 осіб і були загублені чотири термоядерні бомби. Три з них впали на суходіл і були знайдені відразу, четверта, що впала в море — лише після двомісячних пошуків. Дві бомби, що впали неподалік від Паломарес (Альмерія), зруйнувалися й спричинили радіаційне зараження місцевості. Катастрофа призвела до серйозної дипломатичної кризи і до припинення польотів американських бомбардувальників із ядерною зброєю над Європою та Середземномор'ям, однак остаточно такі польоти були припинені тільки через два роки, після ще однієї подібної катастрофи — поблизу авіабази Туле в Гренландії. У березні 2009 року журнал «Тайм» включив інцидент у список найбільш серйозних ядерних катастроф.

### Гренландія

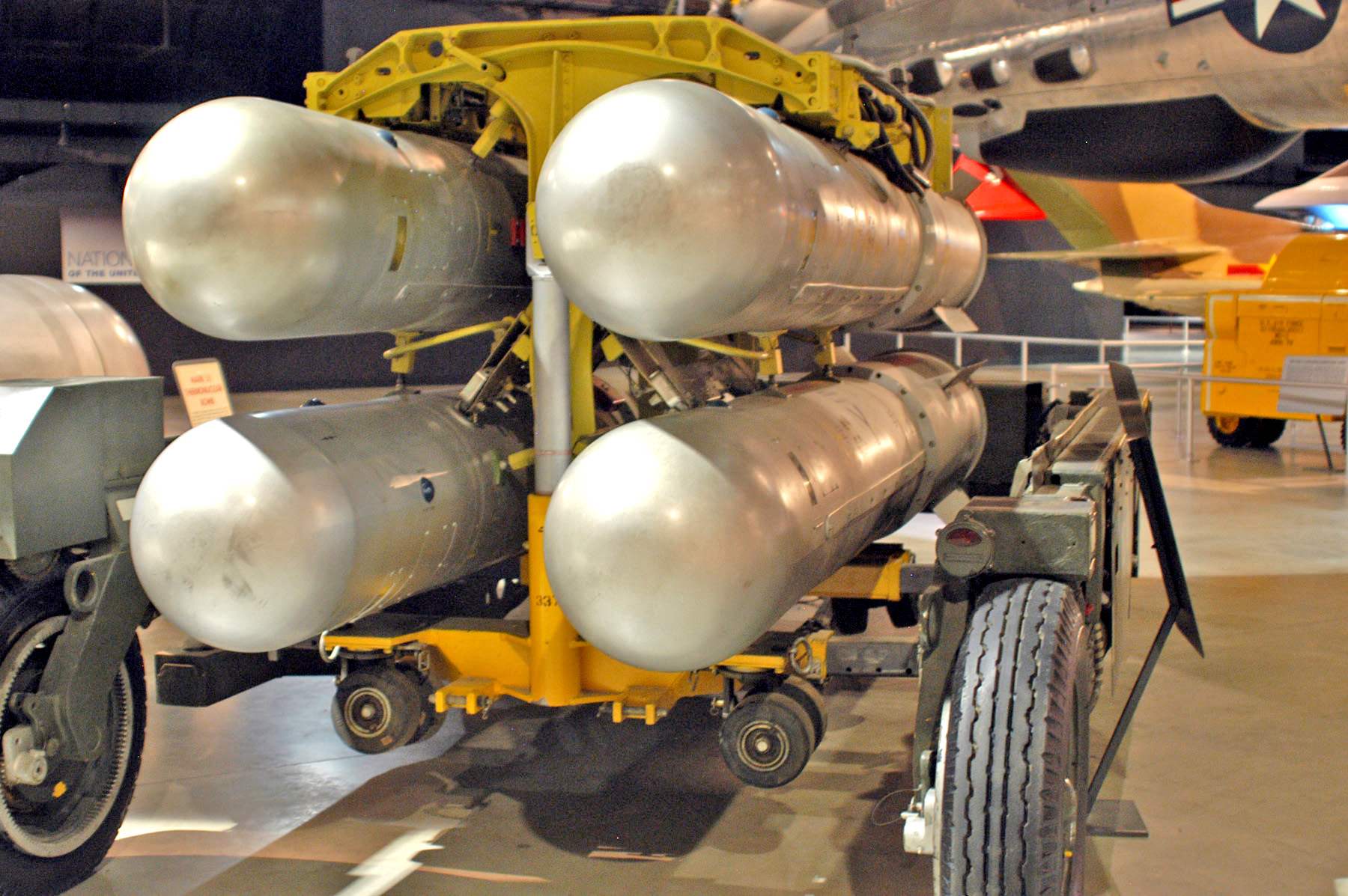
комплект із чотирьох термоядерних бомб B28FI, таких самих, що були у B-52

21 січня 1968 року літак B-52, який вилетів з аеродрому у Платтсбурзі (штат Нью-Йорк), о 21:40 за середньоєвропейським часом врізався в крижаний панцир затоки Північна Зірка (Гренландія) за п'ятнадцять кілометрів від авіабази Туле. На борту літака було 4 термоядерні авіабомби.
Пожежа сприяла детонації допоміжних зарядів у всіх чотирьох атомних бомбах, що перебували на озброєнні бомбардувальника, але не призвела до вибуху самих ядерних пристроїв, оскільки вони не були приведені екіпажем у бойову готовність. Понад 700 данських цивільних й американських військових працювали в небезпечних умовах без засобів особистого захисту, усуваючи радіоактивне забруднення. 1987 року майже 200 данських робітників спробували подати позов Сполученим Штатам, але він був невдалим. Хоча деяку інформацію було розголошено американською владою згідно з Законом про свободу інформації, але головний консультант данського Національного інституту радіаційної гігієни (Kaare Ulbak), сказав, що Данія ретельно вивчила здоров'я робітників у Туле й не знайшла свідчень збільшення смертності чи захворюваності раком.
Пентагон опублікував інформацію про те, що всі чотири атомні боєзаряди було знайдено й знищено. Але в листопаді 2008 року інформацію, що перебувала під грифом «Таємно», було розкрито внаслідок закінченням терміну. У документах було зазначено, що бомбардувальник, який розбився, мав чотири боєзаряди, але протягом декількох тижнів вченим вдалося за фрагментами виявити тільки три з них. У серпні 1968 року підводний човен «Star III» надіслали на базу для пошуків втраченої бомби, серійний номер якої 78252, у море. Але її досі[коли?] не знайшли. Щоб уникнути паніки серед населення, Сполучені Штати опублікували інформацію про те, що всі чотири бомби було знайдено й знешкоджено.

Повідомлення Бі-бі-сі про те, що в льодах Гренландії перебуває ядерна бомба, було спростовано в данській доповіді 2009 року, у якій йдеться:
Ми довели, що чотири ядерні бомби було знищено в результаті катастрофи. Це не обговорюється, і ми можемо дати чітку відповідь: ніякої бомби немає, ніякої бомби не було, й американці не шукали бомбу.